# Climacia californica
Climacia californica là một loài côn trùng trong họ Sisyridae thuộc bộ Neuroptera. Loài này được Chandler miêu tả năm 1953.